# Lorella Stefanelli
Lorella Stefanelli (nacida el 20 de febrero de 1959) es una política Sammarinese que fue capitana regente de San Marino de octubre del 2015 hasta abril de 2016 (al lado de Nicola Renzi).
Es abogada y trabajó en el Departamento de turismo de San Marino. Se graduó en leyes de la Universidad de Bolonia.